# Малінін Костянтин Іванович
Костянтин Іванович Малінін (26 грудня 1915 , Москва  — 11 жовтня 1995 , Москва ) — радянський футболіст і хокеїст з м'ячем, півзахисник, заслужений майстер спорту СРСР. Чемпіон III Літньої Робочої Олімпіади в Антверпені (1937, Бельгія).

## Кар'єра
Вихованець дворового футболу. Грав за московські клуби ЦБЧА, московський «Спартак» і одеський «Спартак». Всього в чемпіонатах СРСР відіграв 193 зустрічі, в яких забив 11 голів. Виступав за збірну Москви. У складі «Спартака» в 1937 році брав участь у зустрічі з командою Басконії, їздив на Всесвітню робочу Олімпіаду в Антверпен, а також грав на робочому Кубку Світу в Парижі.
Також грав в хокей з м'ячем до 1952 року, коли команда «Спартака» з хокею з м'ячем була розформована.
Після завершення кар'єри гравця більше 20 років (1961—1982) був заступником директора дитячого містечка «Лужники». Згодом викладав на кафедрі фізкультури МАДІ (1982—1995).
Помер 11 жовтня 1995 року. Похований на Востряковському кладовищі .

## Досягнення

### Футбол
У складі «Спартака» (Москва):
- Чемпіон СРСР: 1939
- Бронзовий призер: 1940, 1948, 1949
- Володар Кубка СРСР: 1939, 1946, 1947, 1950
- Фіналіст Кубка СРСР: 1948

### Хокей з м'ячем
- Бронзовий призер чемпіонату СРСР (2): 1950, 1951
- Включався в список 22 найкращих гравців сезону (3): 1950, 1951, 1952